# 敦賀發電廠
敦賀發電廠（日语：敦賀発電所）是日本一座核電廠，位於福井縣敦賀市，由日本原子力發電管理。其1號機為日本第2個、世界第7個商用核子反應爐。也是日本第一個轻水反应堆。

## 概要
敦賀發電廠通稱為「原電敦賀」(げんでん敦賀)是位於敦賀半島北部的一座核電站，也是福井縣第一座開工的核電站，與日本原子能研究开发机构的新型轉換反应堆“普賢核能發電廠”（已退役）毗鄰。此外，快中子增殖反应堆“文殊”和關西電力的美濱核電廠都位於距敦賀發電廠20公里範圍內。
發電廠設施面向敦賀半島東側的浦草灣，附近有“敦賀原子能博物館”。敦賀電廠也是日本唯一一家運行兩種反應堆的電廠，一種是沸水反應堆，另一種是壓水反應堆。
敦賀發電廠產生的電力出售給關西、中部和北陸電力公司。

## 歷史
日本原子力發電原計劃在堺郡川西町 (現福井市)，但當地由於地質原因不適合建設，改在敦賀半島進行建設。
- 1962年，確定計劃建設地點。
- 1965年，決定將發電廠更名為敦賀發電廠。
- 1966年，建設工作開始。
- 1970年，3月14日敦賀發電廠1号機開始商業運營，當天是大阪世博會開幕式，並以核電首次向世博會供電而著稱，稱為「原子の灯」。[4]
- 1982年，2号機工程開工。
- 1987年，2号機開始商業運營。
- 1993年，敦賀市議會提出關於擴建 3 號和 4 號機組的請願書。
- 2002年，3、4號機組，決定列入國家電力發展基本規劃。
- 2009年，1号機延役獲批。
- 2011年，所有機組因設備問題停止，恰逢福岛第一核电站事故，所有機組停運至今未再重啟。[5]
- 2015年，1號機正式停止運行並退役該反應堆。[6]
- 2017年，1號機除役計畫批准，預計大約需要30年完成除役工作。

## 反應爐列表
|       | 原子炉形式         | 主承包商 | 单堆功率 (MW) | 運行開始日期  | 現況                    |
| ----- | ------------------ | -------- | ------------- | ------------- | ----------------------- |
| 1号機 | 沸水反應堆         | 通用電氣 | 357           | 1970年3月14日 | 除役（2015年4月27日。） |
| 2号機 | 壓水反應堆         | 三菱重工 | 1160          | 1987年7月25日 | 因定期檢修停止運行。    |
| 3号機 | 進步型壓水式反應爐 | 三菱重工 | 1538          | 未定          | 建設準備中              |
| 4号機 | 進步型壓水式反應爐 | 三菱重工 | 1538          | 未定          | 建設準備中              |

3號和4號機組將配備三菱重工在世界上首次開發的進步型壓水式反應爐。敦賀發電站的可抵抗地震烈度為 800 Gal，海嘯高度為 2.8 m。
各反應爐的售電分配如下。
- 1号機 - 關西電力：50%、中部電力：40%、北陸電力：10%
- 2号機 - 北陸電力：34%、關西電力・中部電力：各33%

## 外部連結
- 维基共享资源上的相關多媒體資源：敦賀發電廠